# Trichosea diffusa
Trichosea diffusa är en fjärilsart som beskrevs av W. Warren 1913. Trichosea diffusa ingår i släktet Trichosea och familjen Pantheidae. Inga underarter finns listade i Catalogue of Life.

## Bildgalleri

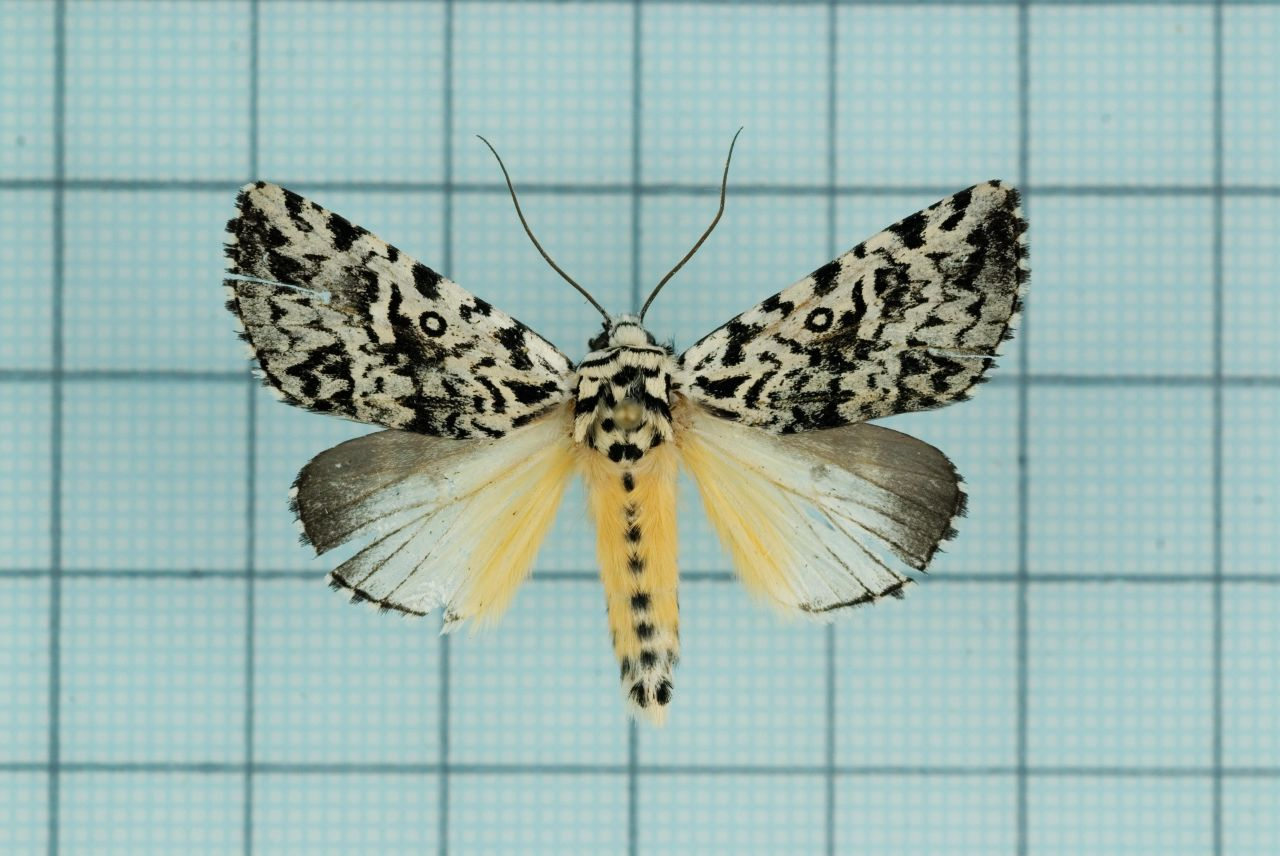
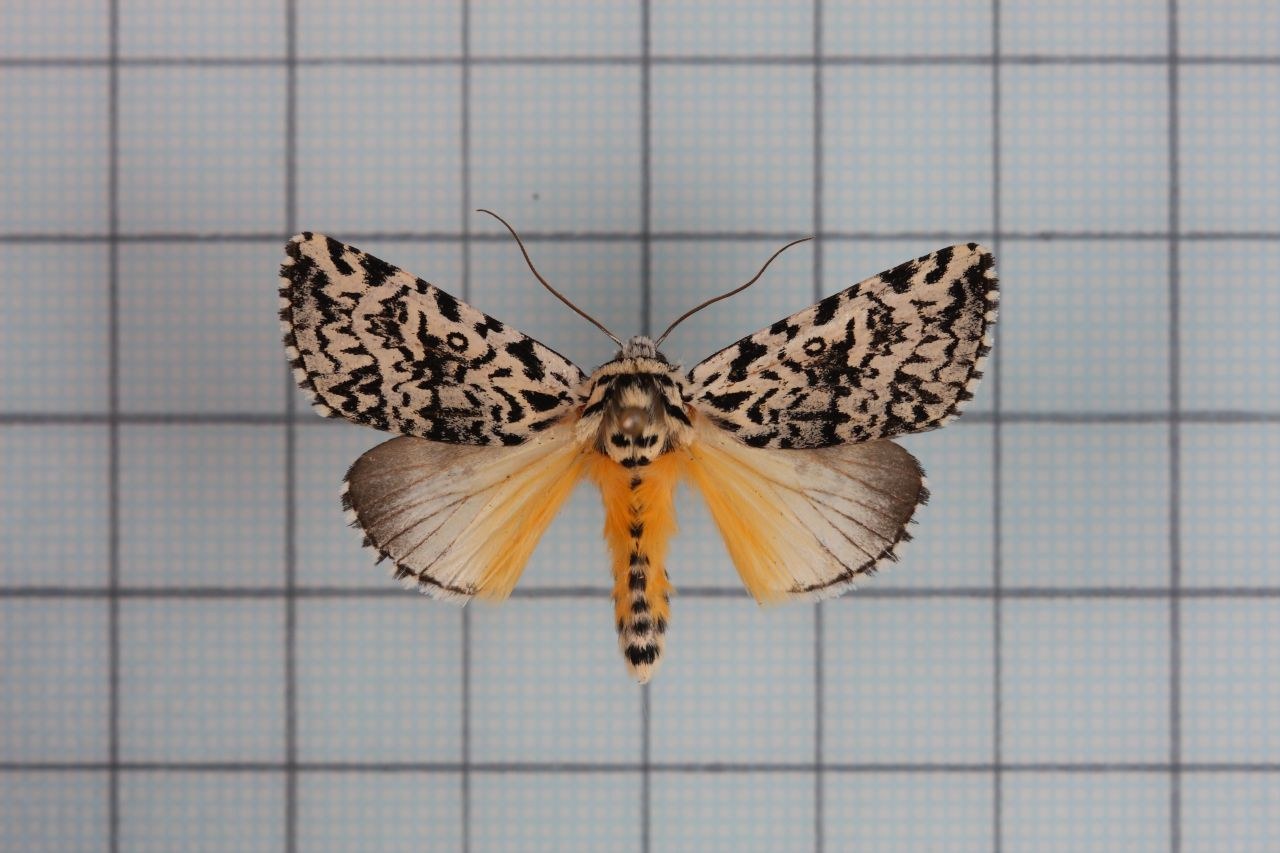
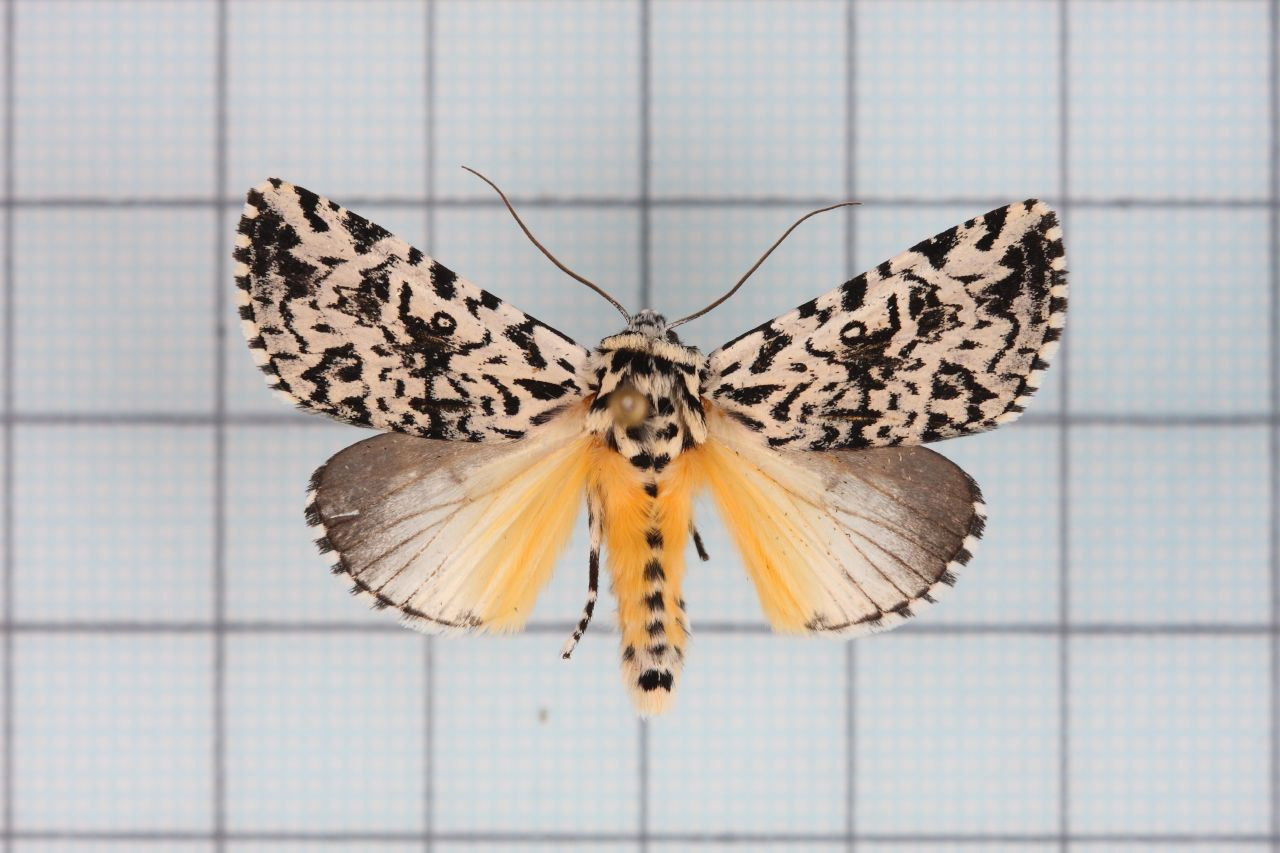